# Melanchra exusta
Melanchra exusta là một loài bướm đêm trong họ Noctuidae.